# Петрићевац
Петрићевац је градска четврт у Бањој Луци и сједиште истоимене мјесне заједнице. 

## Историја
По попису 1961. године Петрићевац је био посебно насељено мјесто, а послије је, заједно са још неким мјестима, припојен насељеном мјесту Бањој Луци.

## Култура

### Споменик
У насељу се налази споменик за 37 погинулих бораца Војске Републике Српске из ове мјесне заједнице. Споменик су 6. октобра 2011. заједно открили градоначелник Бање Луке Драгољуб Давидовић и председник Борачке организације Републике Српске Пантелија Ћургуз.

## Становништво
Према попису становништва из 1991. године, у насеље је живјело 4.815 становника.

## Галерија
- Храм Св. апостола Петра и Павла у насељу Петрићевац
- Храм Св. апостола Петра и Павла у насељу Петрићевац, унутрашњост цркве
- Жупна црква св. Анте Падованског